# 11798 Davidsson
11798 Davidsson è un asteroide della fascia principale. Scoperto nel 1980, presenta un'orbita caratterizzata da un semiasse maggiore pari a 2,5920794 UA e da un'eccentricità di 0,1581539, inclinata di 13,55171° rispetto all'eclittica.